# Lucius Marcius Celer Marcus Calpurnius Longus
Lucius Marcius Celer Marcus Calpurnius Longus (altgriechisch Λούκιος Μάρκιος Κέλερ Μάρκος Καλπούρνιος Λόνγος) war ein im 2. Jahrhundert n. Chr. lebender römischer Politiker. In einem Militärdiplom und in einer Inschrift wird sein Name als Marcus Calpurnius Longus angegeben.

## Laufbahn
Die Laufbahn von Longus bestand vermutlich aus den folgenden Stationen. Er war (in dieser Reihenfolge) IIIIvir viarum curandarum, Tribunus laticlavius in der Legio I Italica, Quaestor, Tribunus plebis, Praetor, Legatus in der Provinz Pontus et Bithynia, Statthalter (Proconsul) in der Provinz Achaea und Suffektkonsul.
Durch eine Inschrift in griechischer Sprache, die in Attaleia gefunden wurde, sind die Anfänge der Laufbahn von Longus bekannt. Er übte zunächst im Rahmen des Vigintivirats für ein Jahr das Amt eines IIIIvir viarum curandarum in Rom aus. Anschließend leistete er seinen Militärdienst als Tribunus laticlavius in der Legio I Italica, die ihr Hauptlager in Novae in der Provinz Moesia inferior hatte.
Danach war er vermutlich Quaestor, Tribunus plebis und Praetor; die Ausübung dieser Ämter wird vermutet, sie ist aber nicht belegt. Durch eine unvollständig erhaltene zweite Inschrift aus Attaleia ist neben dem Militärdienst als Tribunus eine weitere Station in seiner Laufbahn belegt; er war als Legatus für ein Jahr dem Statthalter in der Provinz Pontus et Bithynia zugeteilt.
Im Anschluss wurde er Statthalter (Proconsul) in der Provinz Achaea. In der zweiten Inschrift ist nur der Name der Provinz, nicht aber der Name des Amtes erhalten; von Historikern wurde daher ursprünglich vermutet, dass Longus ein zweites Mal als Legatus tätig war und diesmal dem Statthalter in der Provinz Achaea zugeordnet wurde. Durch einen später publizierten Kaiserbrief aus Koroneia, der sich an einen Calpurnius Longus richtet, ist er jedoch als Statthalter der Provinz Achaea nachgewiesen.
Durch ein Militärdiplom, das auf den 22. Dezember 144 datiert ist, ist belegt, dass Longus 144 zusammen mit Decimus Velius Fidus Suffektkonsul war; die beiden traten ihr Amt am 1. Oktober des Jahres an. Der Konsulat wurde in der zweiten Inschrift aufgrund eines unvollständigen Wortes vermutet und ergänzt. Diese Ergänzung wurde von einigen Historikern ursprünglich bezweifelt; durch den Kaiserbrief wurde der Konsulat zumindest plausibel und durch das Diplom ist er nachgewiesen. Die beiden Konsuln werden auch noch in einer weiteren Inschrift aufgeführt, die auf 149 datiert ist.

## Datierung der Laufbahn
Bernard Rémy nahm an, dass Longus seine Tätigkeit als Legatus in der Provinz Pontus et Bithynia während der Regierungszeit von Domitian (81–96) ausübte. Werner Eck ging anfänglich davon aus, dass er Statthalter in der Provinz Achaea wahrscheinlich während der Regierungszeit von Trajan (98–117) oder Hadrian (117–138) war. Durch das Militärdiplom ist der Suffektkonsulat für das Jahr 144 nachgewiesen, so dass seine Laufbahn in die Regierungszeit von Hadrian und Antoninus Pius (138–161) fällt.

## Identitäten
Der vollständige Name Lucius Marcius Celer Marcus Calpurnius Longus kommt in einer Inschrift in griechischer Sprache auf einem Altar als Λούκιος Μάρκιος Κέλερ Μάρκος Καλπούρνιος Λόνγος vor. In den Inschriften aus Attaleia werden die Varianten Λούκιος Μάρκιος Κέλερ Καλπούρνιος Λόγγος bzw. Λούκιος [Κέλερ Μ]άρκος Καλ[πούρνιος] Λόγγος angegeben.
In dem Kaiserbrief aus Koroneia wird ein Calpurnius Longus als Statthalter in der Provinz Achaea erwähnt. Historiker wie Giuseppe Camodeca, Werner Eck und Paul Holder gehen davon aus, dass der Statthalter Calpurnius Longus mit Lucius Marcius Celer Marcus Calpurnius Longus identisch ist.
In einem Militärdiplom und in einer Inschrift wird der Name des einen Konsuls als Marcus Calpurnius Longus angegeben. Giuseppe Camodeca, Werner Eck und Paul Holder gehen davon aus, dass der Konsul sowohl mit Lucius Marcius Celer Marcus Calpurnius Longus als auch mit dem Statthalter Calpurnius Longus identisch ist.

## Familie
Laut Bernard Rémy gehörte Marcus Calpurnius Longus zur Familie der Calpurnii in Attaleia und wurde von einem ansonsten unbekannten Lucius Marcius Celer adoptiert. Laut Johannes Nollé wurde er in die Familie der Calpurnii adoptiert.
Aufgrund der unterschiedlichen Datierungen wurden von Historikern verschiedene Stammbäume entworfen. Allgemein wird angenommen, dass zu den Vorfahren von Longus Marcus Calpurnius Rufus, ein Legatus unter Claudius (41–54) sowie dessen Sohn Lucius Calpurnius Longus gehörten.
Ein Verwandter von Longus dürfte auch Tiberius Claudius Flavianus Titianus Quintus Vilius Proculus Lucius Marcius Celer Marcus Calpurnius Longus gewesen sein; möglicherweise war er sein Adoptivsohn.